# Minthea rugicolis
Minthea rugicolis là một loài côn trùng trong họ Bostrichidae. Loài này được Walker miêu tả khoa học đầu tiên năm 1858.
Đây là loài gây hại của các cây trong chi Bombax, phát triển phổ biến ở Mexico.